# Spaanse pluim

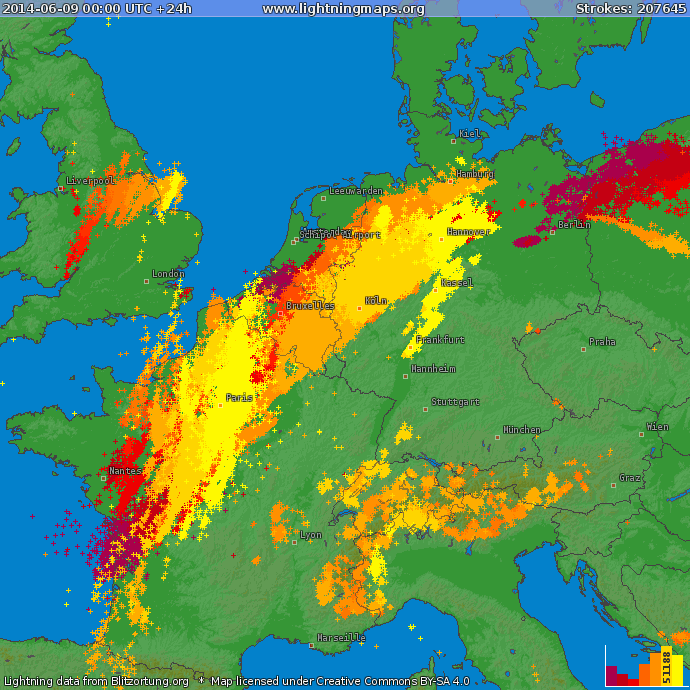
Onweersbuien boven West-Europa

De Spaanse pluim (penacho ibérico in het Spaans, Spanish plume in het Engels) is een natuurverschijnsel waarin zeer warme en droge lucht vanuit het Iberisch Schiereiland in pluimvorm richting Noordwest-Europa wordt gestuwd. De warme lucht vormt een soort deken bovenop koelere luchtlagen, waardoor zeer broeierig weer ontstaat. In de zomermaanden kan dit leiden tot zware regen- en hagelbuien, onweer en tornadovorming.

## Voorkomen
- Van 12 tot en met 15 september 2016 zorgde een Spaanse pluim voor recordhitte in grote delen van West-Europa, waaronder België en Nederland. Op 13 september werd 31,1 graden gemeten in De Bilt. Volgens het KNMI zal de Spaanse pluim door de klimaatverandering in de toekomst vaker en heviger voorkomen.[2]
- Van 28 tot 30 oktober 2022 zorgde de Spaanse pluim voor uitzonderlijk hoge temperaturen. Opvallend hieraan was dat ze zo laat in het seizoen voorkwam.[3]